# 일본국 헌법 제67조
일본국 헌법 제67조(일본어: 日本国憲法第67条)은 일본국 헌법 제5장 "내각"의 조문 중 하나이다. 내각총리대신의 지명 및 중의원의 우월에 대해 규정하고 있다.

## 조문
일본국 헌법 제67조
① 내각총리대신은 국회의원 중에서 국회의 의결로 이를 지명한다. 이 지명은 다른 모든 안건에 우선하여 이를 행한다.
② 중의원과 참의원이 다른 지명의 의결을 하였을 경우에, 법률이 정하는 바에 의하여 양 의원(議院)의 협의회를 열어도 의견이 일치하지 아니할 때, 또는 중의원이 지명의 의결을 한 후 국회 휴회 중의 기간을 제외하고 10일 이내에 참의원이 지명의 의결을 하지 아니할 때는 중의원의 의결을 국회의 의결로 본다.

## 해설

### 제1항
내각총리대신의 자격을 '국회의원'으로 한정함으로써, 국회의원이 한명도 존재하지 않고 순수 일반인으로 구성된 내각이나, 총리와 각료 대부분이 일반인이고 국회의원을 몇 명 입각시키는 형식의 내각은 성립될 수 없다. 또 내각총리대신의 자격이 '국회의원'이므로 이론상으로는 참의원 의원 중에서도 총리가 나올 수 있지만 총리 지명에 있어 중의원의 우월성이 보장되는 점, 내각 불신임 결의권이 중의원에만 인정된다는 점에서 실제로는 일본국 헌법 하에서 모든 총리는 중의원 의원 중에서 선출되고 있다.
또한 내각의 활동에 공백이 생기지 않도록 중의원 의원 총선거 이후 처음 개회한 국회에서 내각의 수장인 내각총리대신 지명 선거는 다른 모든 안건에 우선하여 행해진다고 규정하였다. 이 '모든 안건'에는 긴급을 요하는 안건도 포함된다. 다만 총리 지명 투표를 위해 필요한 최소한의 절차(원 구성 절차)인 의장·부의장 선출, 의석 지정, 회기 결정 등의 안건은 총리 지명에 앞서 행해진다.

### 제2항
중의원과 참의원의 지명이 다를 경우에 양원 간의 조정을 위한 규정으로, 2021년 현재 중의원과 참의원이 다른 지명의 의결을 한 사례는 총 5회이다. 이 때 모두 양원협의회를 개최하였으나 결론이 나지 못했고, 결국 본 제2항 규정에 따라 중의원의 의결을 우선하여 총리가 지명되었다.